# Diskografie Seleny Gomezové
Toto je seznam vydané diskografie americké zpěvačky Seleny Gomezové.

## Alba

### Studiová alba
| Název       | Detaily o albu                                                                   | Umístění v hitparádách | Umístění v hitparádách | Umístění v hitparádách | Umístění v hitparádách | Umístění v hitparádách | Umístění v hitparádách | Umístění v hitparádách | Umístění v hitparádách | Umístění v hitparádách | Umístění v hitparádách | Prodeje                                   | Certifikace                                                                                              |
| Název       | Detaily o albu                                                                   | US                     | AUS                    | CAN                    | DEN                    | FRA                    | GER                    | NOR                    | NZ                     | SWI                    | UK                     | Prodeje                                   | Certifikace                                                                                              |
| ----------- | -------------------------------------------------------------------------------- | ---------------------- | ---------------------- | ---------------------- | ---------------------- | ---------------------- | ---------------------- | ---------------------- | ---------------------- | ---------------------- | ---------------------- | ----------------------------------------- | --- |
| Stars Dance | - Vydáno: 19. července 2013 - Vydavatelství: Hollywood - Formáty: CD, ke stažení | 1                      | 8                      | 1                      | 2                      | 12                     | 4                      | 1                      | 5                      | 6                      | 14                     | - US: 412,000 - CAN: 16,500 - FRA: 30,000 | - MC: Gold                                                                                               |
| Revival     | - Vydáno: 9. října 2015 - Vydavatelství: Interscope - Formáty: CD, ke stažení    | 1                      | 3                      | 2                      | 6                      | 8                      | 12                     | 2                      | 2                      | 10                     | 11                     | - US: 441,000 - CAN: 29,385 - FRA: 15,000 | - RIAA: Platinum - ARIA: Platinum - BPI: Gold - IFPI DEN: 2× Platinum - IFPI NOR: 3× Platinum - MC: Gold |
| Rare        | - Vydáno: 10. ledna 2020 - Vydavatelství: Interscope - Formáty: CD, ke stažení   | 1                      | 1                      | 1                      | 5                      | 6                      | 3                      | 1                      | 2                      | 3                      | 2                      | - US: 123,000                             | - BPI: Gold - IFPI DEN: Gold - IFPI NOR: Platinum - SNEP: Gold                                           |

### Spolupracovní studiová alba
| Title                                    | Detaily o albu |
| ---------------------------------------- | --- |
| I Said I Love You First (s Benny Blanco) | - Plánováno: 21. března 2025 - Vydavatelství: SMG Music, Friend Keep Secrets, Interscope - Formáty: CD, ke stažení |

### Kompilační alba
| Název   | Detaily o albu                                                                    | Umístění v hitparádách | Umístění v hitparádách | Umístění v hitparádách | Umístění v hitparádách | Umístění v hitparádách | Umístění v hitparádách | Umístění v hitparádách | Umístění v hitparádách | Umístění v hitparádách | Umístění v hitparádách | Prodeje       | Certifikace |
| Název   | Detaily o albu                                                                    | US                     | AUT                    | BEL (FL)               | BEL (WA)               | FRA                    | IRE                    | ITA                    | NOR                    | SPA                    | UK                     | Prodeje       | Certifikace |
| ------- | --------------------------------------------------------------------------------- | ---------------------- | ---------------------- | ---------------------- | ---------------------- | ---------------------- | ---------------------- | ---------------------- | ---------------------- | ---------------------- | ---------------------- | ------------- | ----------- |
| For You | - Vydáno: 24. listopadu 2014 - Vydavatelství: Hollywood - Formáty: CD, ke stažení | 24                     | 73                     | 40                     | 67                     | 80                     | 95                     | 34                     | 37                     | 40                     | 64                     | - US: 119,000 | - BPI: Gold |

## Extended play
| Název                                                                                   | Detaily o albu                                                                  | Umístění v hitparádách | Umístění v hitparádách | Umístění v hitparádách | Umístění v hitparádách | Umístění v hitparádách | Umístění v hitparádách | Umístění v hitparádách | Umístění v hitparádách | Umístění v hitparádách | Umístění v hitparádách | Prodeje      |
| Název                                                                                   | Detaily o albu                                                                  | US                     | AUT                    | CAN                    | FRA                    | GER                    | ITA                    | NLD                    | SPA                    | SWI                    | UK                     | Prodeje      |
| --------------------------------------------------------------------------------------- | ------------------------------------------------------------------------------- | ---------------------- | ---------------------- | ---------------------- | ---------------------- | ---------------------- | ---------------------- | ---------------------- | ---------------------- | ---------------------- | ---------------------- | ------------ |
| Another Cinderella Story                                                                | - Vydáno: 16. června 2009 - Vydavatelství: Razor & Tie - Formát: ke stažení     | —                      | —                      | —                      | —                      | —                      | —                      | —                      | —                      | —                      | —                      |              |
| For You                                                                                 | - Vydáno: 1. ledna 2015 - Vydavatelství: Hollywood - Formáty: ke stažení        | —                      | —                      | —                      | —                      | —                      | —                      | —                      | —                      | —                      | —                      |              |
| Revelación                                                                              | - Vydáno: 12. března 2021 - Vydavatelství: Interscope - Formáty: CD, ke stažení | 22                     | 33                     | 38                     | 36                     | 39                     | 33                     | 52                     | 4                      | 19                     | 28                     | - US: 24,000 |
| "—" značí, že se nahrávka neumístila v hitparádách nebo v tomto území ani nebyla vydána |                                                                                 |                        |                        |                        |                        |                        |                        |                        |                        |                        |                        |              |

## Singly

### Jako hlavní umělkyně

#### 2000s
| Název                                                                                   | Rok  | Umístění v hitparádách | Umístění v hitparádách | Umístění v hitparádách | Umístění v hitparádách | Umístění v hitparádách | Certifikace  | Album                    |
| Název                                                                                   | Rok  | US                     | AUS                    | CAN                    | NOR                    | UK                     | Certifikace  | Album                    |
| --------------------------------------------------------------------------------------- | ---- | ---------------------- | ---------------------- | ---------------------- | ---------------------- | ---------------------- | ------------ | ------------------------ |
| "Tell Me Something I Don't Know"                                                        | 2008 | 58                     | —                      | —                      | —                      | —                      |              | Another Cinderella Story |
| "Magic"                                                                                 | 2009 | 61                     | —                      | 80                     | 5                      | 90                     | - RIAA: Gold | Kouzelníci z Waverly     |
| "—" značí, že se nahrávka neumístila v hitparádách nebo v tomto území ani nebyla vydána |      |                        |                        |                        |                        |                        |              |                          |

#### 2010s
| Název                                                                                   | Rok  | Umístění v hitparádách | Umístění v hitparádách | Umístění v hitparádách | Umístění v hitparádách | Umístění v hitparádách | Umístění v hitparádách | Umístění v hitparádách | Umístění v hitparádách | Umístění v hitparádách | Umístění v hitparádách | Certifikace | Album                            |
| Název                                                                                   | Rok  | US                     | AUS                    | CAN                    | DEN                    | GER                    | IRE                    | NOR                    | NZ                     | SWE                    | UK                     | Certifikace | Album                            |
| --------------------------------------------------------------------------------------- | ---- | ---------------------- | ---------------------- | ---------------------- | ---------------------- | ---------------------- | ---------------------- | ---------------------- | ---------------------- | ---------------------- | ---------------------- | --- | -------------------------------- |
| "Come & Get It"                                                                         | 2013 | 6                      | 46                     | 6                      | 34                     | 58                     | 6                      | 16                     | 14                     | —                      | 8                      | - RIAA: 5× Platinum - ARIA: 2× Platinum - BPI: Gold - IFPI DEN: Gold - IFPI NOR: Platinum - MC: 2× Platinum - RMNZ: Gold                                                             | Stars Dance                      |
| "Slow Down"                                                                             | 2013 | 27                     | 93                     | 29                     | —                      | —                      | 98                     | —                      | —                      | —                      | 106                    | - RIAA: 2× Platinum - ARIA: Gold | Stars Dance                      |
| "The Heart Wants What It Wants"                                                         | 2014 | 6                      | 33                     | 6                      | 9                      | 53                     | 60                     | 13                     | 19                     | 53                     | 30                     | - RIAA: 4× Platinum - ARIA: Platinum - BPI: Silver - GLF: Gold - IFPI DEN: Platinum - IFPI NOR: 4× Platinum - MC: Platinum                                                           | For You                          |
| "Good for You" (feat. ASAP Rocky)                                                       | 2015 | 5                      | 10                     | 8                      | 11                     | 29                     | 23                     | 9                      | 14                     | 24                     | 23                     | - RIAA: 3× Platinum - ARIA: 5× Platinum - BPI: Platinum - BVMI: Gold - GLF: 2× Platinum - IFPI DEN: 2× Platinum - IFPI NOR: 3× Platinum - MC: 2× Platinum - RMNZ: Gold               | Revival                          |
| "Same Old Love"                                                                         | 2015 | 5                      | 33                     | 6                      | 23                     | 56                     | 72                     | 37                     | —                      | 37                     | 81                     | - RIAA: 3× Platinum - ARIA: 2× Platinum - BPI: Gold - BVMI: Gold - GLF: Platinum - IFPI DEN: Platinum - IFPI NOR: 2× Platinum - MC: 2× Platinum - RMNZ: Gold                         | Revival                          |
| "Hands to Myself"                                                                       | 2016 | 7                      | 13                     | 5                      | 22                     | 52                     | 24                     | 18                     | 5                      | 20                     | 14                     | - RIAA: 2× Platinum - ARIA: 4× Platinum - BPI: Platinum - BVMI: Gold - GLF: 2× Platinum - IFPI DEN: Platinum - IFPI NOR: 2× Platinum - MC: Platinum - RMNZ: Platinum                 | Revival                          |
| "Kill Em with Kindness"                                                                 | 2016 | 39                     | 33                     | 14                     | 30                     | 39                     | 24                     | 33                     | 28                     | 34                     | 35                     | - RIAA: Platinum - ARIA: 2× Platinum - BPI: Gold - BVMI: Gold - GLF: Platinum - IFPI DEN: Gold - IFPI NOR: Platinum                                                                  | Revival                          |
| "It Ain't Me" (s Kygo)                                                                  | 2017 | 10                     | 4                      | 2                      | 2                      | 2                      | 2                      | 1                      | 3                      | 2                      | 7                      | - RIAA: 3× Platinum - ARIA: 5× Platinum - BPI: 2× Platinum - BVMI: 2× Platinum - GLF: 7× Platinum - IFPI DEN: 2× Platinum - IFPI NOR: 7× Platinum - MC: 9× Platinum - RMNZ: Platinum | Stargazing a Rare                |
| "Bad Liar"                                                                              | 2017 | 20                     | 13                     | 11                     | 38                     | 36                     | 23                     | 28                     | 17                     | 23                     | 21                     | - RIAA: Platinum - ARIA: 3× Platinum - BPI: Gold - GLF: Gold - IFPI DEN: Gold - IFPI NOR: Platinum - MC: Platinum                                                                    | Rare                             |
| "Fetish" (feat. Gucci Mane)                                                             | 2017 | 27                     | 23                     | 10                     | 22                     | 36                     | 29                     | 29                     | 16                     | 24                     | 33                     | - RIAA: Platinum - ARIA: 2× Platinum - BPI: Silver - GLF: Gold - IFPI DEN: Gold - IFPI NOR: Platinum - MC: Platinum                                                                  | Rare                             |
| "Wolves" (s Marshmello)                                                                 | 2017 | 20                     | 5                      | 7                      | 8                      | 11                     | 5                      | 5                      | 10                     | 7                      | 9                      | - RIAA: 4× Platinum - ARIA: 7× Platinum - BPI: Platinum - BVMI: Platinum - GLF: 2× Platinum - IFPI DEN: Platinum - IFPI NOR: 3× Platinum - MC: 3× Platinum - RMNZ: Platinum          | Rare                             |
| "Back to You"                                                                           | 2018 | 18                     | 4                      | 4                      | 12                     | 19                     | 4                      | 10                     | 8                      | 14                     | 13                     | - RIAA: 2× Platinum - ARIA: 5× Platinum - BPI: Platinum - BVMI: Gold - GLF: Platinum - IFPI DEN: Platinum - IFPI NOR: 3× Platinum - RMNZ: Gold                                       | Proč? 13x proto (2. řada) a Rare |
| "I Can't Get Enough" s Benny Blanco, J Balvin a Tainy)                                  | 2019 | 66                     | 43                     | 33                     | —                      | 53                     | 20                     | —                      | —                      | 53                     | 42                     | - RIAA: Gold - MC: Platinum | Singl bez alb                    |
| "Lose You to Love Me"                                                                   | 2019 | 1                      | 2                      | 1                      | 8                      | 7                      | 1                      | 2                      | 2                      | 6                      | 3                      | - RIAA: 3× Platinum - ARIA: 5× Platinum - BPI: 2× Platinum - BVMI: Gold - GLF: Platinum - IFPI DEN: Platinum - IFPI NOR: 2× Platinum - MC: 2× Platinum - RMNZ: Gold                  | Rare                             |
| "Look at Her Now"                                                                       | 2019 | 27                     | 29                     | 13                     | —                      | 43                     | 15                     | 15                     | 23                     | 53                     | 26                     | - ARIA: Platinum - IFPI NOR: Gold | Rare                             |
| "—" značí, že se nahrávka neumístila v hitparádách nebo v tomto území ani nebyla vydána |      |                        |                        |                        |                        |                        |                        |                        |                        |                        |                        | |                                  |

#### 2020s
| Název                                                                                   | Rok  | Umístění v hitparádách | Umístění v hitparádách | Umístění v hitparádách | Umístění v hitparádách | Umístění v hitparádách | Umístění v hitparádách | Umístění v hitparádách | Umístění v hitparádách | Umístění v hitparádách | Umístění v hitparádách | Certifikace                                           | Album                   |
| Název                                                                                   | Rok  | US                     | AUS                    | CAN                    | FRA                    | GER                    | IRE                    | NZ                     | SWE                    | UK                     | WW                     | Certifikace                                           | Album                   |
| --------------------------------------------------------------------------------------- | ---- | ---------------------- | ---------------------- | ---------------------- | ---------------------- | ---------------------- | ---------------------- | ---------------------- | ---------------------- | ---------------------- | ---------------------- | ----------------------------------------------------- | ----------------------- |
| "Rare"                                                                                  | 2020 | 30                     | 22                     | 21                     | 73                     | 42                     | 17                     | 28                     | 44                     | 28                     | —                      | - ARIA: Platinum - BPI: Silver - MC: Gold             | Rare                    |
| "Boyfriend"                                                                             | 2020 | 59                     | 54                     | 66                     | 159                    | 86                     | 35                     | —                      | —                      | 55                     | —                      |                                                       | Rare                    |
| "Past Life" (Remix) (s Trevor Daniel)                                                   | 2020 | 77                     | —                      | 68                     | —                      | —                      | —                      | —                      | —                      | —                      | —                      | - RIAA: Gold - MC: Gold                               | Singl bez alb           |
| "Ice Cream" (s Blackpink)                                                               | 2020 | 13                     | 16                     | 11                     | 135                    | 78                     | 33                     | 18                     | 78                     | 39                     | 8                      | - ARIA: Platinum - MC: Gold                           | The Album               |
| "De Una Vez"                                                                            | 2021 | 92                     | —                      | 91                     | —                      | —                      | 100                    | —                      | —                      | —                      | 40                     |                                                       | Revelación              |
| "Baila Conmigo" (s Rauw Alejandro)                                                      | 2021 | 74                     | —                      | 68                     | 187                    | 86                     | 62                     | —                      | —                      | —                      | 22                     |                                                       | Revelación              |
| "Selfish Love" (s DJ Snake)                                                             | 2021 | —                      | —                      | 71                     | 54                     | —                      | 61                     | —                      | —                      | 93                     | 72                     | - SNEP: Platinum                                      | Revelación              |
| "999" (s Camilo)                                                                        | 2021 | —                      | —                      | —                      | —                      | —                      | —                      | —                      | —                      | —                      | —                      |                                                       | Singl bez alb           |
| "Let Somebody Go" (s Coldplay)                                                          | 2022 | 91                     | 66                     | 45                     | 115                    | 74                     | 25                     | —                      | 28                     | 24                     | 32                     | - BPI: Silver - SNEP: Gold                            | Music of the Spheres    |
| "Calm Down" (Remix) (s Rema)                                                            | 2022 | 3                      | 11                     | 1                      | —                      | —                      | —                      | 7                      | —                      | —                      | 3                      | - ARIA: 8× Platinum - MC: Diamond - RMNZ: 2× Platinum | Rave & Roses Ultra      |
| "My Mind & Me"                                                                          | 2022 | 83                     | 98                     | 63                     | —                      | —                      | 50                     | —                      | 76                     | 78                     | 80                     |                                                       | Singly bez alb          |
| "Single Soon"                                                                           | 2023 | 19                     | 26                     | 17                     | 66                     | 68                     | 19                     | 35                     | 43                     | 21                     | 13                     | - ARIA: Platinum - MC: Gold                           | Singly bez alb          |
| "Love On"                                                                               | 2024 | 56                     | 83                     | 56                     | —                      | —                      | 73                     | —                      | 85                     | 61                     | 67                     |                                                       | Singly bez alb          |
| "Call Me When You Break Up" (s Benny Blanco a Gracie Abrams)                            | 2025 | 58                     | 84                     | 41                     | —                      | 61                     | 37                     | —                      | —                      | 28                     | 54                     |                                                       | I Said I Love You First |
| "Sunset Blvd" (s Benny Blanco)                                                          | 2025 | —                      | —                      | —                      | —                      | —                      | —                      | —                      | —                      | —                      | —                      |                                                       | I Said I Love You First |
| "—" značí, že se nahrávka neumístila v hitparádách nebo v tomto území ani nebyla vydána |      |                        |                        |                        |                        |                        |                        |                        |                        |                        |                        |                                                       |                         |

### Jako vedlejší umělkyně
| Název                                                                                   | Rok  | Umístění v hitparádách | Umístění v hitparádách | Umístění v hitparádách | Umístění v hitparádách | Umístění v hitparádách | Umístění v hitparádách | Umístění v hitparádách | Umístění v hitparádách | Umístění v hitparádách | Umístění v hitparádách | Certifikace | Album                  |
| Název                                                                                   | Rok  | US                     | AUS                    | CAN                    | DEN                    | FRA                    | GER                    | ITA                    | NOR                    | NZ                     | UK                     | Certifikace | Album                  |
| --------------------------------------------------------------------------------------- | ---- | ---------------------- | ---------------------- | ---------------------- | ---------------------- | ---------------------- | ---------------------- | ---------------------- | ---------------------- | ---------------------- | ---------------------- | --- | ---------------------- |
| "Whoa Oh! (Me vs. Everyone)" (Remix) (Forever the Sickest Kids feat. Selena Gomez)      | 2009 | —                      | —                      | —                      | —                      | —                      | —                      | —                      | —                      | —                      | —                      | | Singl bez alb          |
| "I Want You to Know" (Zedd feat. Selena Gomez)                                          | 2015 | 17                     | 22                     | 19                     | 25                     | 61                     | 39                     | 49                     | 15                     | —                      | 14                     | - RIAA: Platinum - ARIA: Gold - BPI: Silver - BVMI: Gold - FIMI: Gold - IFPI DEN: Gold | True Colors            |
| "We Don't Talk Anymore" (Charlie Puth feat. Selena Gomez)                               | 2016 | 9                      | 10                     | 11                     | 13                     | 8                      | 52                     | 1                      | 10                     | 8                      | 14                     | - RIAA: 5× Platinum - ARIA: 6× Platinum - BPI: 2× Platinum - BVMI: Gold - FIMI: 5× Platinum - IFPI DEN: 2× Platinum - IFPI NOR: 2× Platinum - MC: 4× Platinum - RMNZ: Platinum - SNEP: Diamond | Nine Track Mind        |
| "Trust Nobody" (Cashmere Cat feat. Selena Gomez a Tory Lanez)                           | 2016 | —                      | 46                     | 61                     | —                      | 174                    | —                      | 92                     | —                      | —                      | 92                     | - RIAA: Gold | 9                      |
| "Taki Taki" (DJ Snake feat. Selena Gomez, Ozuna a Cardi B)                              | 2018 | 11                     | 24                     | 7                      | 8                      | 2                      | 8                      | 2                      | 15                     | 12                     | 15                     | - RIAA: 4× Platinum - ARIA: 2× Platinum - BPI: Platinum - BVMI: Platinum - FIMI: 2× Platinum - IFPI DEN: Platinum - IFPI NOR: 2× Platinum - MC: 3× Platinum - RMNZ: Gold - SNEP: Diamond       | Carte Blanche          |
| "Anxiety" (Julia Michaels feat. Selena Gomez)                                           | 2019 | —                      | 67                     | 69                     | —                      | —                      | —                      | —                      | —                      | —                      | —                      | - MC: Gold | Inner Monologue Part 1 |
| "—" značí, že se nahrávka neumístila v hitparádách nebo v tomto území ani nebyla vydána |      |                        |                        |                        |                        |                        |                        |                        |                        |                        |                        | |                        |

### Promo singly
| Název                                                                                   | Rok  | Umístění v hitparádách | Umístění v hitparádách | Umístění v hitparádách | Umístění v hitparádách | Umístění v hitparádách | Umístění v hitparádách | Umístění v hitparádách | Umístění v hitparádách | Umístění v hitparádách | Umístění v hitparádách | Certifikace                                | Album                   |
| Název                                                                                   | Rok  | US                     | AUS                    | CAN                    | FRA                    | GER                    | NOR                    | POL                    | SWE                    | SWI                    | UK                     | Certifikace                                | Album                   |
| --------------------------------------------------------------------------------------- | ---- | ---------------------- | ---------------------- | ---------------------- | ---------------------- | ---------------------- | ---------------------- | ---------------------- | ---------------------- | ---------------------- | ---------------------- | ------------------------------------------ | ----------------------- |
| "Shake It Up"                                                                           | 2011 | —                      | —                      | —                      | —                      | —                      | —                      | —                      | —                      | —                      | —                      | - RIAA: Gold                               | Na parket!              |
| "Me & the Rhythm"                                                                       | 2015 | —                      | —                      | 57                     | 143                    | —                      | —                      | —                      | —                      | —                      | —                      |                                            | Revival                 |
| "Feel Me"                                                                               | 2020 | 98                     | 58                     | 56                     | 175                    | 63                     | 32                     | 1                      | 71                     | 39                     | 89                     | - ARIA: Gold - IFPI NOR: Gold - ZPAV: Gold | Rare                    |
| "Scared of Loving You" (s Benny Blanco)                                                 | 2025 | —                      | —                      | 97                     | —                      | —                      | —                      | 14                     | —                      | —                      | —                      |                                            | I Said I Love You First |
| "—" značí, že se nahrávka neumístila v hitparádách nebo v tomto území ani nebyla vydána |      |                        |                        |                        |                        |                        |                        |                        |                        |                        |                        |                                            |                         |

### Charitativní singly
| Název                                                                                   | Rok  | Umístění v hitparádách |
| Název                                                                                   | Rok  | US                     |
| --------------------------------------------------------------------------------------- | ---- | ---------------------- |
| "Send It On" (s Miley Cyrus, Jonas Brothers a Demi Lovato)                              | 2009 | 20                     |
| "Hands"                                                                                 | 2016 | —                      |
| "—" značí, že se nahrávka neumístila v hitparádách nebo v tomto území ani nebyla vydána |      |                        |

## Další umístěné a certifikované písně
| Název                                                                                   | Rok  | Umístění v hitparádách | Umístění v hitparádách | Umístění v hitparádách | Umístění v hitparádách | Umístění v hitparádách | Umístění v hitparádách | Umístění v hitparádách | Umístění v hitparádách | Umístění v hitparádách | Certifikace  | Album                     |
| Název                                                                                   | Rok  | US                     | US Latin               | CAN                    | CIS                    | FRA                    | NZ Hot                 | POR                    | SPA                    | SWE Heat.              | Certifikace  | Album                     |
| --------------------------------------------------------------------------------------- | ---- | ---------------------- | ---------------------- | ---------------------- | ---------------------- | ---------------------- | ---------------------- | ---------------------- | ---------------------- | ---------------------- | ------------ | ------------------------- |
| "New Classic" (s Drew Seeley)                                                           | 2009 | —                      | —                      | —                      | —                      | —                      | —                      | —                      | —                      | —                      |              | Another Cinderella Story  |
| "One and the Same" (s Demi Lovato)                                                      | 2009 | 82                     | —                      | —                      | —                      | —                      | —                      | —                      | —                      | —                      |              | Disney Channel Playlist   |
| "Bidi Bidi Bom Bom" (se Selena)                                                         | 2012 | —                      | —                      | —                      | —                      | —                      | —                      | —                      | —                      | —                      |              | Enamorada de Ti a For You |
| "Birthday"                                                                              | 2013 | —                      | —                      | —                      | —                      | —                      | —                      | —                      | —                      | —                      |              | Stars Dance               |
| "Stars Dance"                                                                           | 2013 | —                      | —                      | —                      | —                      | 102                    | —                      | —                      | —                      | —                      |              | Stars Dance               |
| "Sober"                                                                                 | 2015 | —                      | —                      | —                      | —                      | —                      | —                      | —                      | —                      | —                      |              | Revival                   |
| "Me & My Girls"                                                                         | 2015 | —                      | —                      | 77                     | —                      | —                      | —                      | —                      | —                      | —                      |              | Revival                   |
| "Only You"                                                                              | 2017 | —                      | —                      | —                      | —                      | —                      | —                      | —                      | —                      | 12                     |              | Proč? 13x proto           |
| "Dance Again"                                                                           | 2020 | —                      | —                      | 96                     | 14                     | —                      | 14                     | 124                    | —                      | —                      |              | Rare                      |
| "Ring"                                                                                  | 2020 | —                      | —                      | —                      | —                      | —                      | 15                     | 141                    | —                      | —                      |              | Rare                      |
| "Vulnerable"                                                                            | 2020 | —                      | —                      | 87                     | —                      | —                      | 13                     | 129                    | —                      | —                      |              | Rare                      |
| "People You Know"                                                                       | 2020 | —                      | —                      | —                      | —                      | —                      | —                      | 143                    | —                      | —                      | - ARIA: Gold | Rare                      |
| "Let Me Get Me"                                                                         | 2020 | —                      | —                      | —                      | —                      | —                      | —                      | 178                    | —                      | —                      |              | Rare                      |
| "Crowded Room" (feat. 6lack)                                                            | 2020 | —                      | —                      | 92                     | —                      | —                      | —                      | 156                    | —                      |                        |              | Rare                      |
| "Souvenir"                                                                              | 2020 | —                      | —                      | —                      | —                      | —                      | 26                     | —                      | —                      | —                      |              | Rare                      |
| "Buscando Amor"                                                                         | 2021 | —                      | —                      | —                      | —                      | —                      | —                      | —                      | —                      | —                      |              | Revelación                |
| "Dámelo To'" (feat. Myke Towers)                                                        | 2021 | —                      | 20                     | —                      | —                      | —                      | 29                     | —                      | 90                     | —                      |              | Revelación                |
| "Vicio"                                                                                 | 2021 | —                      | —                      | —                      | —                      | —                      | —                      | —                      | —                      | —                      |              | Revelación                |
| "Adiós"                                                                                 | 2021 | —                      | —                      | —                      | —                      | —                      | —                      | —                      | —                      | —                      |              | Revelación                |
| "—" značí, že se nahrávka neumístila v hitparádách nebo v tomto území ani nebyla vydána |      |                        |                        |                        |                        |                        |                        |                        |                        |                        |              |                           |